# Гаргульи (мультсериал)
«Гаргульи» (англ. Gargoyles) — американский мультсериал студии Walt Disney, который выходил в 1994—1996 годах. В 1996—1997 годах был выпущен дополнительный сезон «Гаргульи: Хроники Голиафа» уже без участия основателя проекта — Грега Вайсмана. В 2023 году было объявлено, что в разработке находится ремейк мультсериала — сериал с живыми актёрами.

## Основной сюжет
Сериал повествует о гаргульях — древних существах, живших в Шотландии. Днём — статуи, ночью — воины. После предательства друга им пришлось окаменеть на тысячу лет. Гаргульи проснулись в своём замке, который находился в Нью-Йорке, на вершине здания транснациональной корпорации Дэвида Занатоса. Гаргульи были обмануты Занатосом, но вскоре раскрыли его настоящую личность и «переехали» жить в часовню полицейского участка, в котором работала их друг Элиза Маза. Позже гаргульи поклялись стоять на защите обычных граждан и стали сражаться со всевозможными преступниками и злодеями.

## Комиксы
По мотивам мультсериала выходило несколько комиксов. Первые — это комиксы, изданные в 1995 году Marvel Comics, которые Грег Вайсман не считает каноничными. В них были показаны некоторые персонажи сериала ещё до их официального дебюта, вроде отца Занатоса. Вторые — это комиксы, выпущенные в 2007 году Slave Labor Graphics. Затем была мини-серия Gargoyles: Bad Guys, а далее — комиксы от Dynamite Entertainment и Gargoyles: Dark Ages.

## Персонажи

### Гаргульи
- Голиаф (англ. Goliath) — вожак манхэттенского клана гаргулий и главный герой — силён, смел, благороден, упрям, ради своих друзей готов на всё. Влюблён в Элизу. На протяжении всего мультфильма развиваются их отношения. В конце второго сезона они открывают друг другу свои взаимные чувства.
- Гудзон (англ. Hudson) — самый старший из манхэттенского клана — опытный воин, некогда бывший вожаком клана, но затем уступивший это место Голиафу, часто даёт Голиафу мудрые советы. Не считает людей своими врагами и верит, что горгульи и люди могут мирно сосуществовать, однако для этого нужен правильный подход.
- Бруклин (англ. Brooklyn) — храбрый и решительный, склонный к сарказму, отличный тактик. Впоследствии был выбран на роль заместителя вожака.
- Бродвей (англ. Broadway) — большой и неуклюжий, но очень добрый и благородный.
- Лексингтон (англ. Lexington) — самый маленький из всего клана, но очень умён и сообразителен, неплохо разбирается в технике. В отличие от других гаргулий не имеет крыльев за спиной, но у него есть летательные перепонки между руками и ногами.
- Бронкс (англ. Bronx) — пёс-гаргулья, со стороны кажется опасным, на деле очень дружелюбен, верный друг и защитник.
- Демона (англ. Demona) — бывшая возлюбленная Голиафа; ослеплённая ненавистью к людям, встала на путь зла; в прошлом пыталась склонить к злу Голиафа. Неоднократно строила козни против Голиафа и его клана. В результате воздействия магии стала получеловеком: днём не каменеет, как остальные гаргульи, а превращается в человека.
- Камнехлад (англ. Stonecold) — один из членов «старого» клана Голиафа, был разбит людьми, а затем в наше время оживлён Дэвидом Занатосом и Демоной с помощью магии и современных кибернетических технологий, и превращён в полугаргулью-полукиборга, в его душе живут три горгульи: Камнехлад, его любимая и его враг, из-за чего у него время от времени происходит смена личностей и он не в состоянии себя контролировать.
- Файлог (англ. Thailog) — злой клон Голиафа (выглядит как «негатив» Голиафа), созданный на основе его ДНК безумным учёным-биологом Антоном Сивариусом, очень умён, жесток и вероломен, несколько раз вступал в альянс с Демоной для борьбы с кланом Голиафа, и каждый раз её предавал и бросал на произвол судьбы.
- Анджела (англ. Angela) — одна из главных героинь сериала, появляется впервые во 2-м сезоне; дочь Голиафа и Демоны. Голиаф встретил её в своём путешествии на Авалон. Анджела внешне похожа на Демону, но имеет чёрные волосы, как у Голиафа. Долгое время пыталась добиться признания у Голиафа, что является его дочерью, так как тот отрицал это, следуя традициям своего клана, где дети считаются общим достоянием клана.

### Друзья
- Элиза Маза (англ. Eliza Maza) — детектив полиции, главный друг гаргулий, не раз помогавшая им. Носит коричневую куртку поверх чёрной футболки, голубые джинсы и чёрные полусапожки. На Хэллоуинском маскараде носила платье диснеевской принцессы Белль. Она влюблена в Голиафа. В серии Сезон Охоты. часть 2, она мягко об этом намекнула: «Вообще — то есть, но мы никогда не будем вместе…». Имеет индейские корни со стороны отца и афро-американские по матери.
- Дерек Маза (англ. Derek Maza) — полицейский, младший брат Элизы Маза, уйдя из полиции, стал работать на Дэвида Занатоса, но вследствие несчастного случая получил дозу мутагена Севариуса и стал мутантом, после чего назвался Когтем.
- Мэтт Блустон (англ. Matt Bluston) — детектив полиции, напарник Элизы Мазы, впоследствии также друг гаргулий.
- Джеффри Роббинс (англ. Jeffrey Robbins) — слепой писатель, во 2 сезоне становится другом Гудзона.
- Артур Пендрагон (англ. Arthur Pendragon) — спящий король Британии, который вновь пришёл в себя, чтобы спасти Авалон и остановить Архимага. Изначально был соперником Макбета, однако впоследствии они стали друзьями.
- Кулак (англ. Claw) — молчаливый мутант из клана Когтя (Дерека Мазы), не разговаривает после превращения.

### Враги
- Волк (англ. Wolf) — участник «стаи», впоследствии мутант-доброволец, в серии «Вендетта» оказалось, что он потомок Хакона.
- Шакал и Гиена (англ. Jackal and Hyena) — брат и сестра, участники «стаи», впоследствии киборги-добровольцы.
- Охотники (англ. Hunters) — клан убийц, которые уже тысячу лет охотятся за Демоной и вообще за гаргульями.
- Антон Севариус (англ. Anton Sevarius) — безумный учёный-биолог, одержимый идеей клонировать гаргулий, что впоследствии ему удаётся (Файлог и другие), также создал отряд мутантов, который впоследствии возглавил Коготь (Дерек Маза).
- Каменотёсы (англ. Quarrymen) — организация, созданная для уничтожения гаргулий.
- Архимаг (англ. Archmage) — могущественный чародей, который веками жаждал власти. Ненавидит гаргулий и их союзников.
- Тони Дрэйкон (англ. Tony Dracon) — глава криминальной группировки, занимающейся разбоем и «крышеванием» на улицах Нью-Йорка. Личный враг Элизы.

### Бывшие враги
- Дэвид Занатос (англ. David Xanatos) — промышленник-миллиардер, который вывез гаргулий из Шотландии вместе с их замком и перевёз в Нью-Йорк, использовал гаргулий в своих корыстных целях, после чего те ушли от него. Впоследствии неоднократно вступал в различные стычки с гаргульями, но после того, как те спасли его сына, стал их надёжным другом.
- Лиса (Жанин Ренар) (англ. fox) — бывшая участница «стаи», впоследствии жена Дэвида Занатоса.
- Макбет (англ. Macbeth) — бессмертный воин, заклятый враг Демоны, однако связанный с ней магическим заклятием и поэтому бессмертный, убить одного из них может лишь другой, но при этом погибнет сам.
- Динго (англ. Dingo) — бывший участник «стаи». Из подарков Занатоса выбрал Кибер-костюм. Уехал в Австралию. Там помог остановить нано-оружие, грозящее уничтожить все, но после то объединилось с ним в виде нового костюма и решило также побеждать с Динго зло.
- Пак (англ. Pack) — дитя Оберона, эльф и могущественный волшебник, в то же время несерьёзный озорник и любит устраивать испытания главным героям, как часть своего развлечения. Когда был запечатан в зеркале и освобождён Демоной, намеренно искажал смысл её приказов, сея вокруг хаос. Позже из-за своего поведения был наказан Обероном, лишился большей части своей магии и был обязан служить Занатосу и учить магии его сына.
- Оберон (англ. Oberon) — всемогущий эльф, правитель Авалона, ему подчиняются все известные демоны и боги, в том числе Анубис или Один. Изначально хотел изгнать гаргулий из Авалона, так как формально эти земли принадлежат ему, впоследствии позволяет им там остаться, позже намеревается отобрать силой ребёнка Занатоса, но терпит поражение благодаря продвинутым технологиям Занатоса и впоследствии оставляет за Паком право воспитывать ребёнка в Манхэттене.

## Критика
На сайте-агрегаторе рецензий Rotten Tomatoes первый сезон мультсериала имеет рейтинг свежести 100 % на основе 8 рецензий критиков.

## Игры
В 1995 году под патронажем компании Buena Vista студией Disney Interactive по мотивам мультсериала была выпущена одноимённая видеоигра — Gargoyles, нацеленная на платформы Sega Mega Drive/Genesis.